# La noche final
La noche final fue una miniserie publicada por DC Comics en 1996, fue una de las pocas que muestra a todos los superhéroes y villanos del Universo DC luchando en un mismo bando, la trama trata de la llegada del devorador de soles a la tierra y como devora al sol y como posteriormente este es encendido una vez más por el ex héroe Parallax (Hal Jordan) en un último acto de heroísmo.

## Argumento
La historia comienza cuando una joven mujer extraterrestre de nombre Anochecer llega a la Tierra para advertir a la población de que un ser extraterrestre gigante, conocido como el Devorador de Soles, se dirige a la tierra. llega junto con Dusk un miembro de una raza alienígena desconocida, y que no habla o entiende una palabra en inglés, por lo que Saturn Girl utiliza sus poderes telepáticos para traducir y le enseña el idioma. Anochecer ha tratado de advertir a cientos de mundos, antes de que la Tierra sobre el Sol-Eater. Cada planeta había intentado, a su manera, detener al Sun-Eater, pero todos los intentos fueron inútiles. Esto la ha convencido de que el Sun-Eater es indestructible.
A pesar de sus advertencias, la Liga de la Justicia todavía intenta detener el Sun-Eater. Para su primer intento, Mr. Miracle intenta utilizar su tubo de luz para enviarlo a otra dimensión. Esto no tiene éxito. Como último recurso, Superman y varios otros héroes "que producen calor" combinar sus energías para crear un segundo sol y tratar de llevar al Sun-Eater lejos del Sol. El Sun-Eater consume rápidamente este nuevo sol para seguir su ruta hacia el verdadero.
Mientras se apaga el Sol, la Tierra cae en el caos, y el planeta comienza a congelarse. Incapaz de hacer nada para evitar la congelación, la Liga trata de ayudar a controlar el caos y para mantener viva la esperanza. Muchas personas mueren congelados. Wildcat es gravemente herido, Etrigan ofrece calor al mundo entero a costa de sus almas, el mundo lo rechaza, sobre todo porque su plan consistía en pasar de la Tierra a la dimensión del infierno. El equipo de Lex Luthor se une a la Liga para tratar de reactivar el sol.
Al ver un fracaso después de otro y después de ser atacada por una turba enfurecida que la acusaba de atraer el Sun-Eater, Anochecer decide es tiempo de seguir adelante. Mientras se prepara para el despegue, se encuentra con un extraño, y se sorprende de que entiende su lenguaje. El extranjero lleva a Anochecer en un viaje rápido en todo el mundo y le muestra los esfuerzos de la Liga para mantener viva la esperanza. Anochecer duda de que hay alguna esperanza para el mundo. Finalmente, el desconocido desaparece y de la oscuridad se queda sola en un callejón. Ella es encontrada por un pequeño grupo de personas y, pensando que van a atacar de nuevo, se prepara para defenderse. Para su sorpresa, la oferta es llevarla a un refugio, donde estarán seguros. Este acto de bondad le da esperanza para el planeta.
Los héroes reunidos tratan de construir un medio tecnológico para destruir el Sun-Eater. Era una nave espacial capaz de traspasar a corteza del Sun-Eater y explotar su núcleo, el problema es que nadie quiere pilotarla debido a las pocas probabilidades de sobrevivir, Lex Luthor decide ofrecerse pero se retracta, luego se ofrece Superman y también Batman pero alguien tiene que quedarse y como no llegan a un acuerdo y el tiempo se acaba Kyle Rayner (DC Comics) dice que conoce al hombre perfecto para pilotarla y desaparece, después de unos minutos se decide que Ferro Lad la piloteara (debido a su habilidad de reconstruirse) pero cuando se inicia el lanzamiento la nave es devuelta a la plataforma de lanzamiento por el ex linterna verde Hal Jordan ahora conocido como Parallax que llega junto con Kyle Rayner, para sorpresa de todos este dice que él la piloteara a pesar de las quejas de varios héroes y villanos, la nave entra sin problemas al núcleo pero no logra alcanzar la potencia necesaria para destruir el núcleo por lo que Parallax decide acumular toda su energía y liberarla en una mega explosión sacrificándose en el proceso, la energía liberada en la explosión es más que suficiente para destruir al devorador y volver a encender al sol.
La liga mira con asombro y algunos como Flecha Verde o Flash con llanto y desesperación e incluso Batman o Aquaman mostraban caras de condolencia, Carol Ferris (exesposa de Jordan) que estaba presente también lloraba desconsoladamente, posteriormente se realiza un multitudinario funeral a Jordan como el gran héroe que fue a pesar de su periodo como el villano Parallax con la presencia de la Liga de la Justicia, La Fuerza Aérea y los amigos y familiares del héroe, después se erige un gran monumento del héroe en las ruinas de su ciudad natal Ciudad Costera (destruida desde los eventos de Crepúsculo Esmeralda), mientras tanto en el Planeta Oa la energía liberada por el sacrificio de Jordan permite encender una vez más la Batería de Poder Central resucitando a los Guardianes del Universo que sienten desconsolados la pérdida de su más grande linterna verde y deciden que es hora de reconstruir los Cops.
- Datos: Q2895226